# West Warwick
West Warwick es un pueblo ubicado en el condado de Kent en el estado estadounidense de Rhode Island. En el año 2000 tenía una población de 29,581 habitantes y una densidad poblacional de 1,439.7 personas por km².

## Geografía
West Warwick se encuentra ubicado en las coordenadas 41°42′13″N 71°31′7″O / 41.70361, -71.51861. Según la Oficina del Censo, la ciudad tiene un área total de 21 km² (8,1 mi²), de la cual 20,5 km² (7,9 mi²) es tierra y 0,5 km² (0,2 mi²) (1.34%) es agua.

## Demografía
Según la Oficina del Censo en 2000 los ingresos medios por hogar en la localidad eran de $39,505, y los ingresos medios por familia eran $47,674. Los hombres tenían unos ingresos medios de $35,128 frente a los $26,720 para las mujeres. La renta per cápita para la localidad era de $20,250. Alrededor del 2.5% de la población estaban por debajo del umbral de pobreza.